# 磐城石川駅
磐城石川駅（いわきいしかわえき）は、福島県石川郡石川町字当町（とうまち）にある、東日本旅客鉄道（JR東日本）水郡線の駅である。

## 歴史
- 1934年（昭和9年）12月4日：磐城棚倉 - 川東間の開業による安積永盛 - 水戸間の全線開通と同時に開業[2]。
- 1960年（昭和35年）：駅舎が火事で焼失[1]。
- 1982年（昭和57年）10月1日：貨物の取り扱いを廃止[2]。
- 1984年（昭和59年）2月1日：荷物の扱いを廃止[2]。
- 1987年（昭和62年）4月1日：国鉄分割民営化により、JR東日本の駅となる[2]。
- 2018年（平成30年）
  - 4月2日：業務委託化。磐城石川駅長を廃止。
  - 10月31日：みどりの窓口の営業を終了[3]。

## 駅構造
単式ホーム1面1線（1番線）と島式ホーム1面2線（2・3番線）、合計2面3線のホームを持つ地上駅である。互いのホームは安積永盛方の構内踏切で連絡している。島式ホームには待合室が置かれる。3番線は上下両方向の出発に対応しており、当駅折り返しの列車も使用する。また、保線機器用の側線がある。
水郡線統括センター（常陸大子駅）が管理し、JR東日本ステーションサービスが受託する業務委託駅である。直営駅時代は管理駅として、磐城浅川駅 - 磐城守山駅間の各駅を管理していた。自動券売機と指定席券売機が設置されている。

### のりば
| 番線 | 路線    | 方向 | 行先               |
| ---- | ------- | ---- | ------------------ |
| 1    | ■水郡線 | 上り | 常陸大子・水戸方面 |
| 2・3 | ■水郡線 | 下り | 郡山方面           |

- 下り列車は、主に3番線に発着する。
- 夜間滞泊の設定がある。

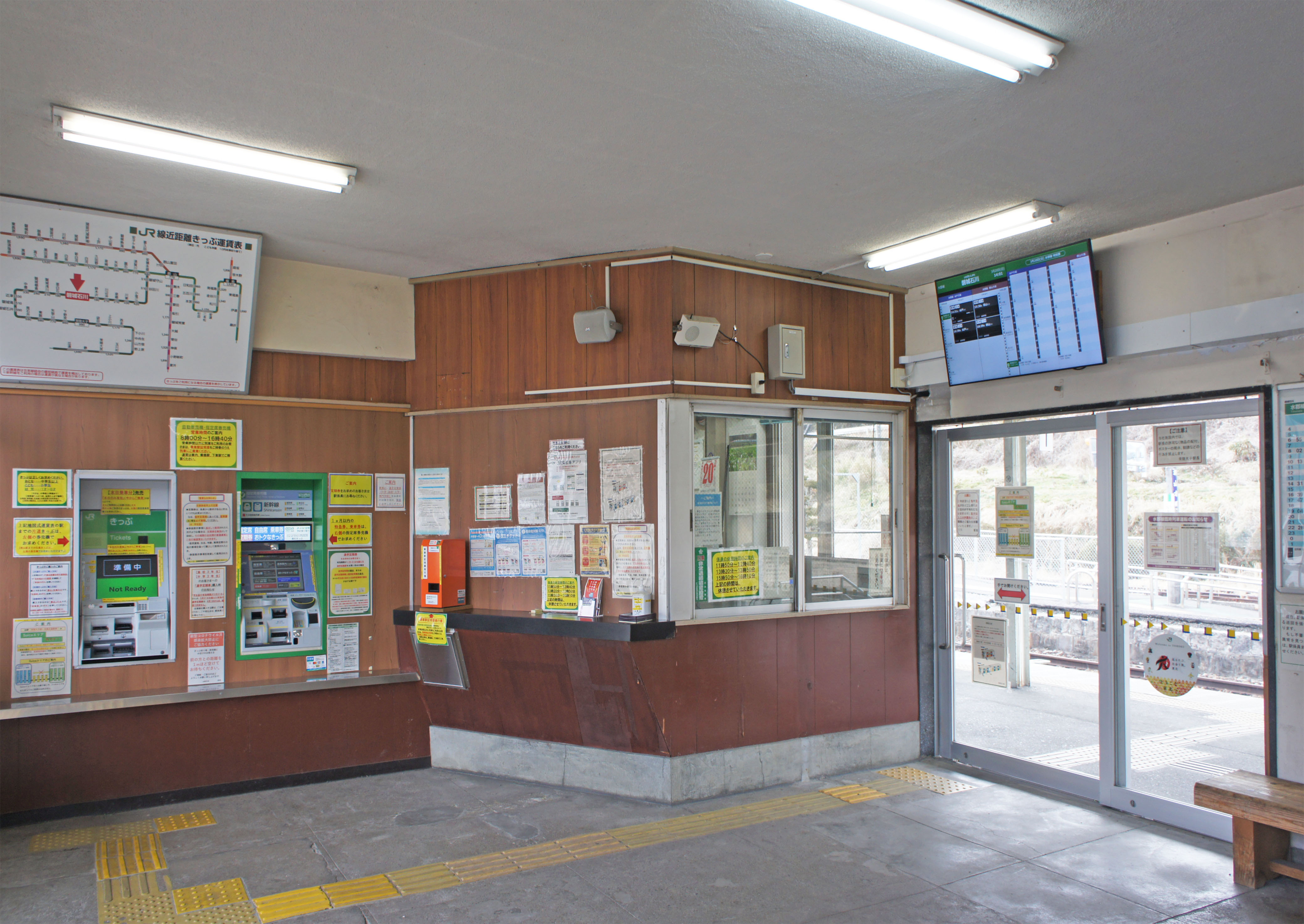
改札口と券売機（2022年3月）
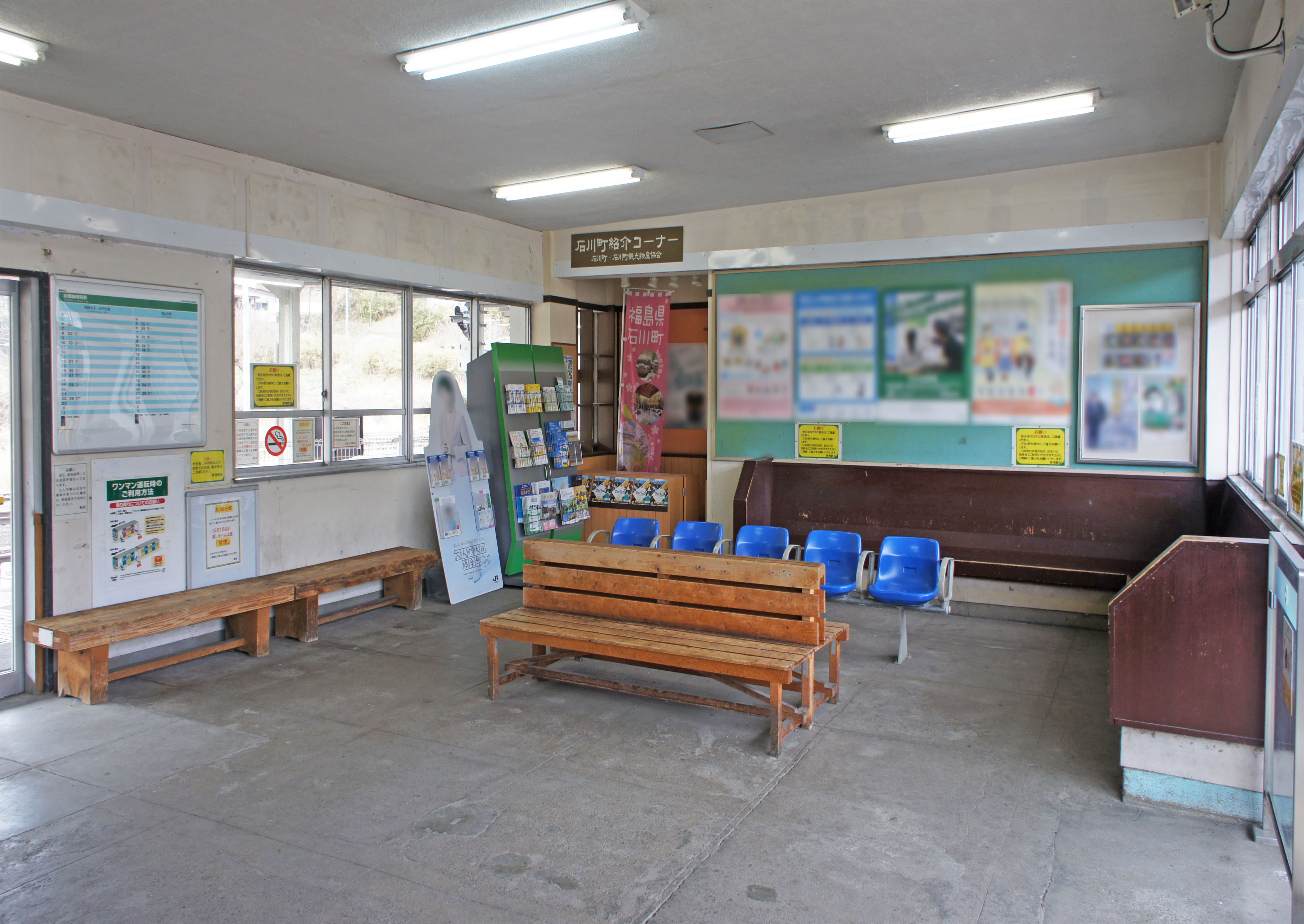
待合室（2022年3月）
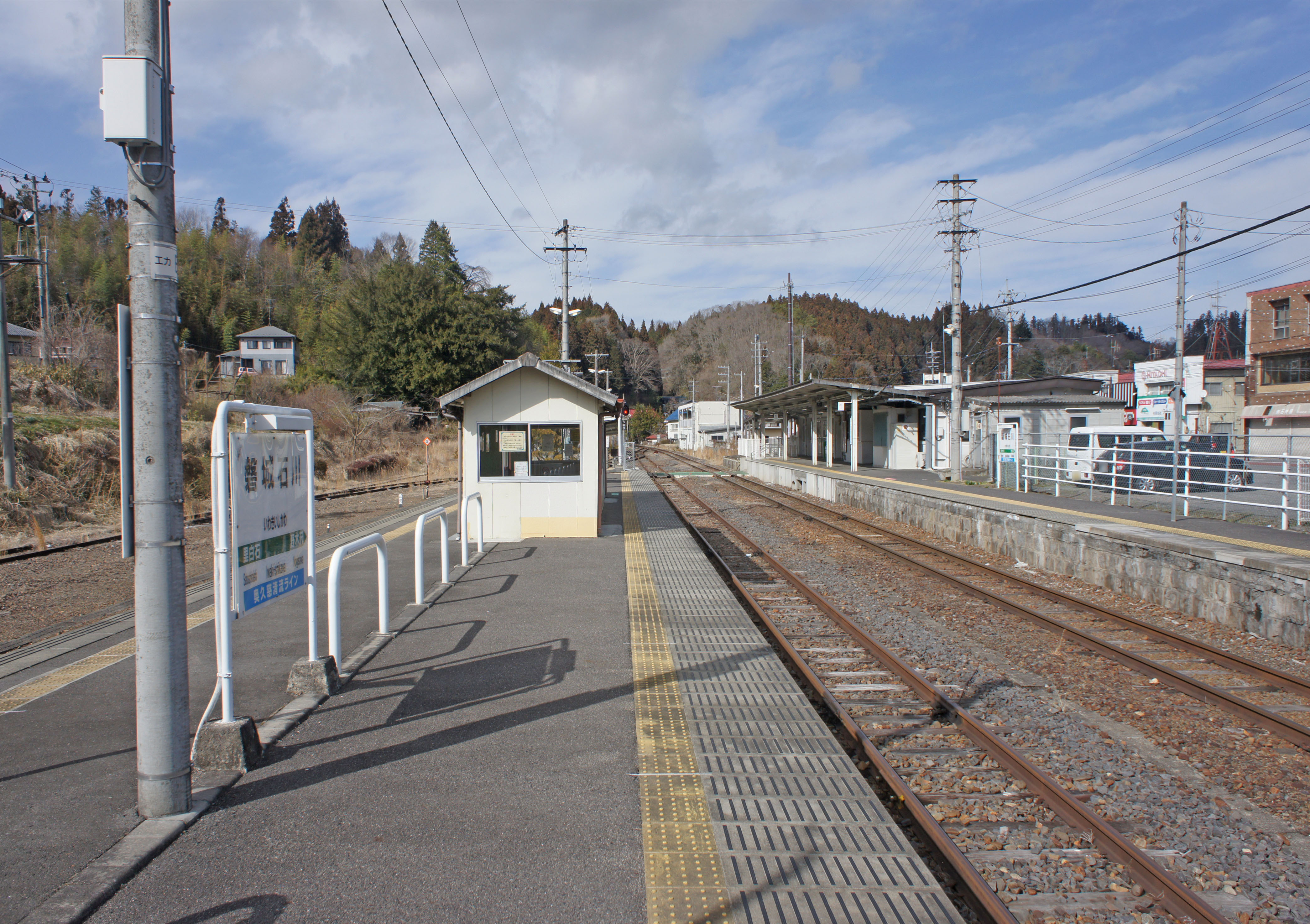
ホーム（2022年3月）
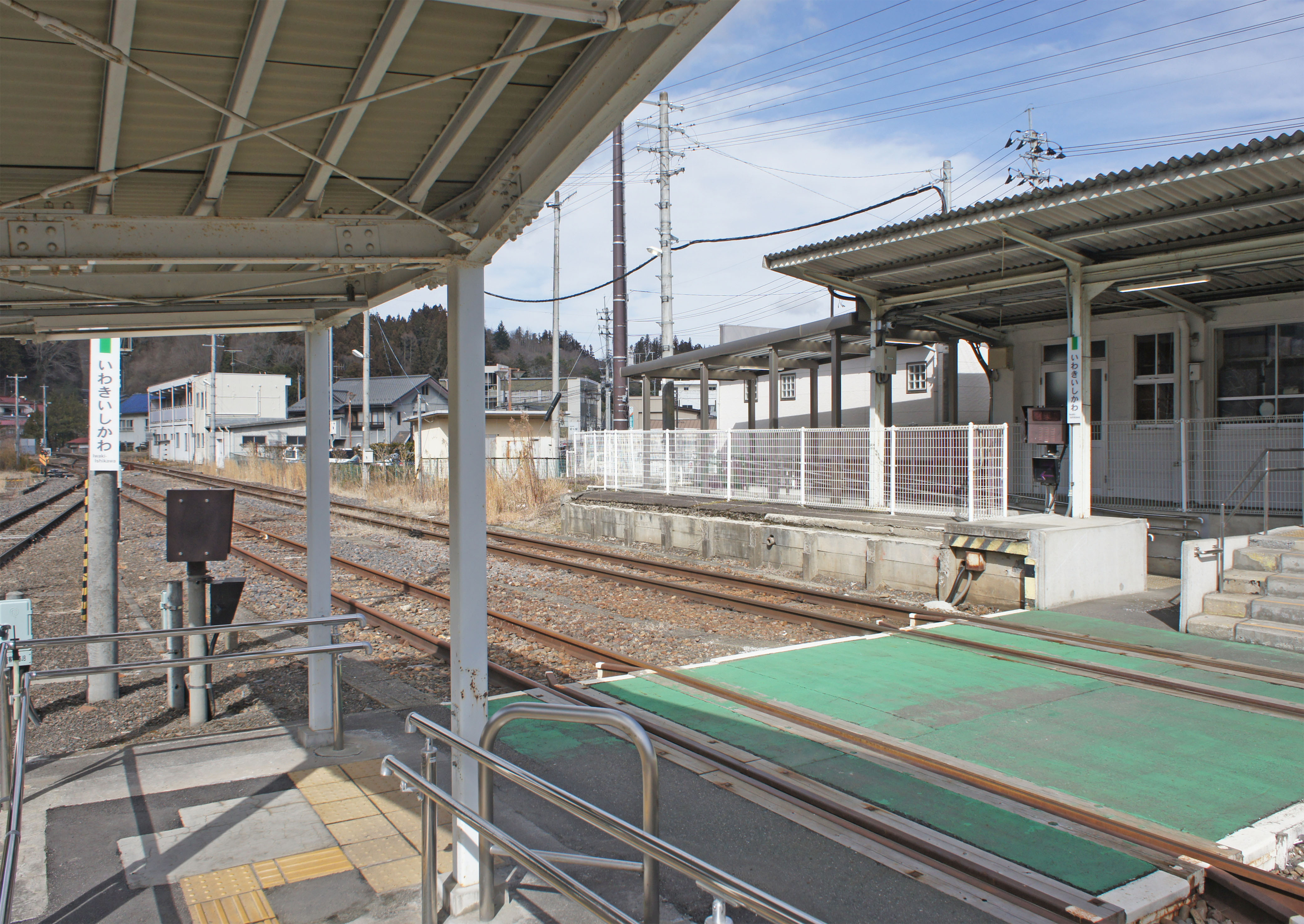
構内踏切（2022年3月）

## 利用状況
JR東日本によると、2023年度（令和5年度）の1日平均乗車人員は407人である。
2000年度（平成12年度）以降の推移は以下のとおりである。
| 1日平均乗車人員推移 | 1日平均乗車人員推移 | 1日平均乗車人員推移 | 1日平均乗車人員推移 | 1日平均乗車人員推移 |
| 年度                | 定期外              | 定期                | 合計                | 出典                |
| ------------------- | ------------------- | ------------------- | ------------------- | ------------------- |
| 2000年（平成12年）  |                     |                     | 654                 | [ 利用客数 2 ]      |
| 2001年（平成13年）  |                     |                     | 667                 | [ 利用客数 3 ]      |
| 2002年（平成14年）  |                     |                     | 658                 | [ 利用客数 4 ]      |
| 2003年（平成15年）  |                     |                     | 653                 | [ 利用客数 5 ]      |
| 2004年（平成16年）  |                     |                     | 652                 | [ 利用客数 6 ]      |
| 2005年（平成17年）  |                     |                     | 668                 | [ 利用客数 7 ]      |
| 2006年（平成18年）  |                     |                     | 645                 | [ 利用客数 8 ]      |
| 2007年（平成19年）  |                     |                     | 666                 | [ 利用客数 9 ]      |
| 2008年（平成20年）  |                     |                     | 654                 | [ 利用客数 10 ]     |
| 2009年（平成21年）  |                     |                     | 614                 | [ 利用客数 11 ]     |
| 2010年（平成22年）  |                     |                     | 585                 | [ 利用客数 12 ]     |
| 2011年（平成23年）  |                     |                     | 546                 | [ 利用客数 13 ]     |
| 2012年（平成24年）  | 83                  | 460                 | 544                 | [ 利用客数 14 ]     |
| 2013年（平成25年）  | 86                  | 478                 | 565                 | [ 利用客数 15 ]     |
| 2014年（平成26年）  | 80                  | 448                 | 529                 | [ 利用客数 16 ]     |
| 2015年（平成27年）  | 78                  | 480                 | 559                 | [ 利用客数 17 ]     |
| 2016年（平成28年）  | 79                  | 463                 | 543                 | [ 利用客数 18 ]     |
| 2017年（平成29年）  | 82                  | 438                 | 520                 | [ 利用客数 19 ]     |
| 2018年（平成30年）  | 74                  | 444                 | 518                 | [ 利用客数 20 ]     |
| 2019年（令和元年）  | 57                  | 431                 | 488                 | [ 利用客数 21 ]     |
| 2020年（令和02年）  | 33                  | 438                 | 471                 | [ 利用客数 22 ]     |
| 2021年（令和03年）  | 36                  | 441                 | 478                 | [ 利用客数 23 ]     |
| 2022年（令和04年）  | 45                  | 401                 | 446                 | [ 利用客数 24 ]     |
| 2023年（令和05年）  | 46                  | 361                 | 407                 | [ 利用客数 1 ]      |

## 駅周辺
- 石川駅前通郵便局
- 北須川
- 須賀川地方広域消防組合石川消防署
- 石川町役場

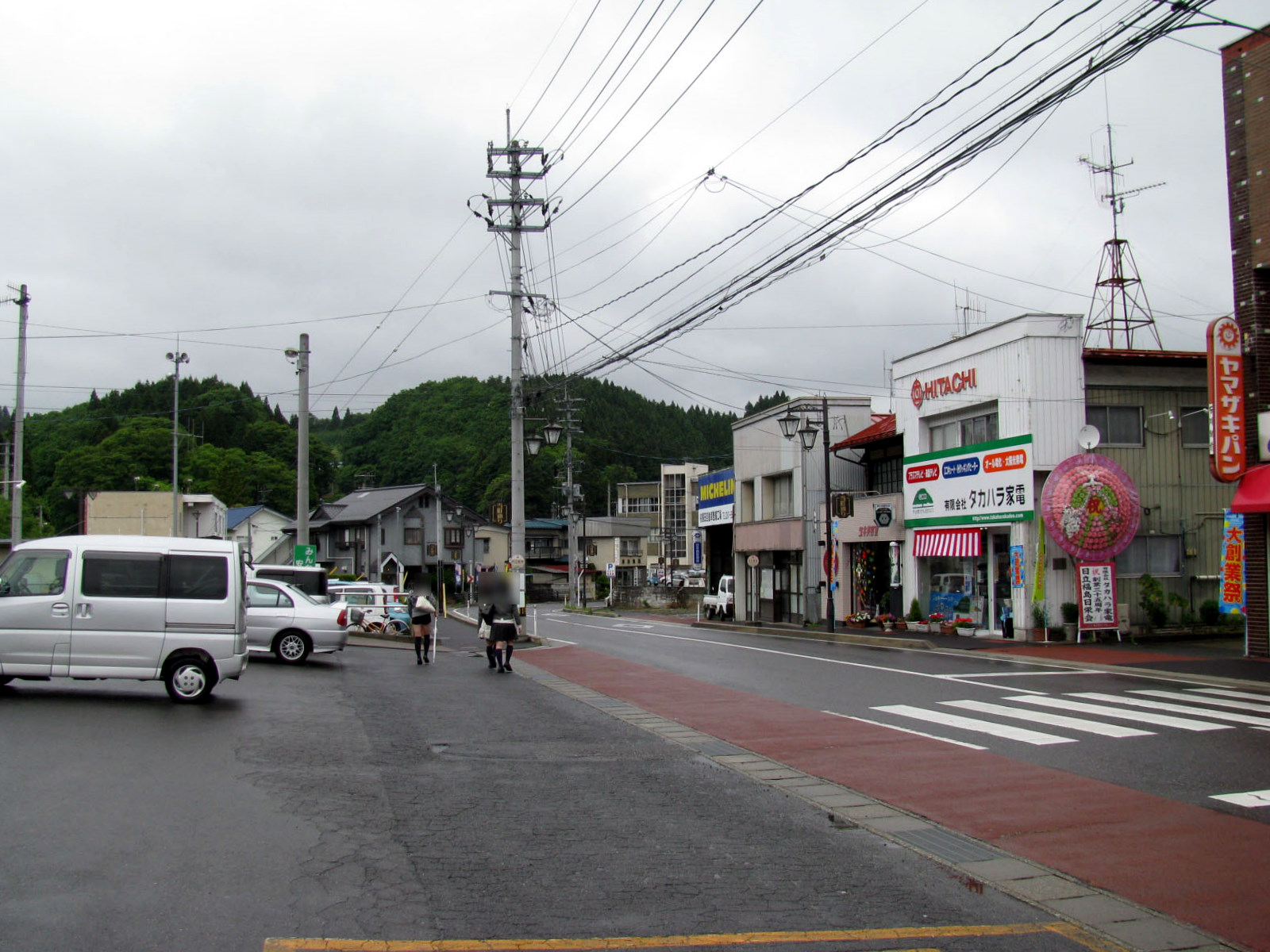
駅前

- 福島県県中保健福祉事務所石川福祉相談コーナー
- 石都々古和気神社
- 学校法人石川高等学校・石川義塾中学校
- 福島県自家用自動車協会石川支部
- 猫啼温泉
- 片倉温泉
- 国道118号
- 福島県道11号白河石川線
- 福島県道274号赤坂西野石川線

## バス路線
「石川駅前」停留所にて、福島交通（石川出張所）が運行する路線バスが発着する。
| のりば | 運行事業者 | 系統・行先 | 備考                 |
| ------ | ---------- | --- | -------------------- |
| 1      | 福島交通   | - 5-1・5-2：須賀川駅前 - 7-1：石川営業所 - 11-1：蓬田 - 15-1：鵰巣 - 21-1：仁田 - 25-1：大久田 - 26-1：山上 - 70-3：小野駅前 | 「15-1」は土休日運休 |
| 2      | 福島交通   | - 7-1：石川営業所 - 30-2：湯の田温泉 - 40-1：鳥内橋 - 48-1：新白河駅                                                         | 「40-1」は学休日運休 |

## 隣の駅
東日本旅客鉄道（JR東日本）
■水郡線
里白石駅 - 磐城石川駅 - 野木沢駅

### 記事本文